# Мазуровецька дубина
Мазуровецька дубина — орнітологічний заказник місцевого значення. Оголошений відповідно до Рішення облвиконкому №371 від 29.08.1984р. Розташований у долині р. Південний Буг у поблизу с. Печера Тульчинського району Вінницької області (Шпиківське лісництво, кв.102, 103).
За фізико-географічним районуванням України (1968) ця територія належить до Крижопільського району області Подільського  Побужжя Дністровсько-Дніпровської  лісостепової  провінції  Лісостепової  зони. Характерною для цієї ділянки є розчленована глибокими долинами лесова височина з сірими опідзолекими ґрунтами. З геоморфологічної точки зору описувана  територія  являє  собою  ерозійне-акумулятивно-денудаційну сильнохвилясту (Балтську) рівнину.
Клімат території є помірно континентальним. Для нього характерне тривале, нежарке літо, і порівняно недовга, м'яка зима. Середня температура січня становить - 5,5°... -6°С, липня +'.9,5°...+19°С. Річна кількість опадів складає 500-525 мм.
За геоботанічним районуванням України ця територія належить до Европейсьхої широколистяної області, Подільсько-Бесарабсьхої провінції, Вінницького (Централькоподільського) округу. 
Територія заказника розташована на мальовничих схилах (терасах) річки Південний Буг. На даній території переважає грабова діброза природного походження, а також культури сосни та дуба. Саме на цих ділянках розташована велика колонія сірої чаплі, що нараховує понад 60 гнізд. З метою охорони цієї колонії й було створено заказник.
В травостані цих ділянок переважають типові види неморального різнотрав'я: зірочник лісовий, яглиця звичайна, маренка пахуча, зеленчук жовтий, будра плющевидна, чина весняна, купина багатоквіткова  тощо.